# BabyTron
James Edward Johnson IV (ur. 6 czerwca 2000 w Ypsilanti), zawodowo znany jako BabyTron – amerykański raper. Popularność zyskał w 2019 roku dzięki swojemu utworowi „Jesus Shuttlesworth”. Jest członkiem grupy hiphopowej ShittyBoyz.

## Życiorys
James Edward Johnson IV urodził się 6 czerwca 2000 roku w Ypsilanti w stanie Michigan. Uczęszczał do Lincoln High School w Ypsilanti.
BabyTron zaczął poważnie traktować muzykę w wieku 17 lat. Wraz z przyjaciółmi z dzieciństwa, TrDee i StanWillem, jeszcze w szkole średniej założyli rapowe trio ShittyBoyz. BabyTron konsekwentnie wydawał także solowe piosenki i składanki na platformach streamingowych. Jego utwór „Jesus Shuttlesworth” z 2019 r. odbił się szerokim echem w społeczności hiphopowej. Piosenka ta pojawiła się na jego debiutanckim mixtape'ie Bin Reaper z 2019 roku. W 2021 roku wystąpił w piosence znanego rapera Lil Yachty'ego „Hybrid”. BabyTron wydał album Bin Reaper 2 w październiku 2021 r., na którym wystąpili; Lil Yachty, koszykarz Miles Bridges (występujący pod pseudonimem RTB MB) i ShittyBoyz.
BabyTron zyskał jeszcze większą popularność w 2022 roku dzięki serii utworów, w których rapuje do beatów pochodzących z innych znanych piosenek. Do najbardziej znanych piosenek zaliczają się „Prince of the Mitten” oraz „King of the Galaxy”.
BabyTron wydał album Megatron 4 marca 2022 roku nakładem wytwórni Empire i The Hip Hop Lab. 
Jego piosenka „Emperor of the Universe” została wydana 17 maja wraz z teledyskiem wyreżyserowanym przez Cole'a Bennetta.
Johnson wziął udział w XXL 2022 Freshman Class 14 czerwca 2022 r.
28 października 2022 roku ukazał się album Johnsona Bin Reaper 3: Old Testament, krążek osiągnął 69. miejsce na liście Billboard 200.
5 stycznia 2023 roku BabyTron ogłosił swój kolejny album studyjny, Bin Reaper 3: New Testament. Album zawierał gościnne zwrotki od; Lil Yachty'ego, Babyface Ray i Cordae. Projekt został wydany 13 stycznia 2023 roku i osiągnął 100. miejsce na liście Billboard 200.
24 lutego wydał EPkę Out On Bond, następnie album zatytułowany 6.
27 października 2023 r. wydał kolejny krążek MegaTron 2, który uplasował się na 110. miejscu na liście Billboard 200.

## Dyskografia

### Albumy studyjne
| Tytuł                       | Informacje | Pozycje na listach przebojów |
| Tytuł                       | Informacje | USA                          |
| --------------------------- | --- | ---------------------------- |
| Sleeve Nash                 | - Wydany: 31 października 2020 - Wytwórnia: Empire, The Hip Hop Lab - Format: Digital download, streaming        | —                            |
| Back To The Future          | - Wydany: 2 grudnia 2020 - Wytwórnia: Empire, The Hip Hop Lab - Format: Digital download, streaming              | —                            |
| Bin Reaper 2                | - Wydany: 29 października 2021 - Wytwórnia: Empire, The Hip Hop Lab - Format: Digital download, streaming, winyl | —                            |
| MegaTron                    | - Wydany: 4 marca 2022 - Wytwórnia: Empire, The Hip Hop Lab - Format: Digital download, streaming                | —                            |
| Bin Reaper 3: Old Testament | - Wydany: 28 października 2022 - Wytwórnia: Empire, The Hip Hop Lab - Format: Digital download, streaming, winyl | 69                           |
| Bin Reaper 3: New Testament | - Wydany: 13 stycznia 2023 - Wytwórnia: Empire, The Hip Hop Lab - Format: Digital download, streaming, Vinyl     | 100                          |
| 6                           | - Wydany: 6 czerwca 2023 - Wytwórnia: Empire, The Hip Hop Lab - Format: Digital download, streaming              | —                            |
| MegaTron 2                  | - Wydany: 27 października 2023 - Wytwórnia: Empire, The Hip Hop Lab - Format: Digital download, streaming, winyl | 110                          |

### Mixtape
| Tytuł                            | Informacje |
| -------------------------------- | --- |
| Different Breed                  | - Wydany: 25 października 2017 - Format: Digital download, streaming                                             |
| Bin Reaper                       | - Wydany: 30 października 2019 - Wytwórnia: Empire, The Hip Hop Lab - Format: Digital download, streaming, winyl |
| Lewis & Clark                    | - Wydany: 1 stycznia 2021 - Wytwórnia: The Hip Hop Lab - Format: Digital download, streaming                     |
| Dookie Brothers 2 (wraz z TrDee) | - Wydany: 21 maja 2021 - Wytwórnia: The Hip Hop Lab - Format: Digital download, streaming                        |
| Luka Troncic                     | - Wydany: 6 czerwca 2021 - Wytwórnia: Empire, The Hip Hop Lab - Format: Digital download, streaming              |
| Case Dismissed                   | - Wydany: 23 lutego 2024 - Wytwórnia: Empire, The Hip Hop Lab - Format: Digital download, streaming              |

### EP'ki
| Tytuł                                | Informacje                                                                                           |
| ------------------------------------ | --- |
| Pre-Game                             | - Wydana: 6 sierpnia 2020 - Wytwórnia: Empire, The Hip Hop Lab - Format: Digital download, streaming |
| Shitty Bronx (wraz z BandGang Biggs) | - Wydany: 18 grudnia 2020 - Wytwórnia: Empire, The Hip Hop Lab - Format: Digital download, streaming |
| Dookie Brothers (wraz z TrDee)       | - Wydany: 5 lutego 2021 - Wytwórnia: Empire, The Hip Hop Lab - Format: Digital download, streaming   |
| They Won't Clear This                | - Wydany: 1 grudnia 2022 - Wytwórnia: Empire, The Hip Hop Lab - Format: Digital download, streaming  |
| Out On Bond                          | - Wydany: 24 lutego 2023 - Wytwórnia: Empire, The Hip Hop Lab - Format: Digital download, streaming  |